# 小代区

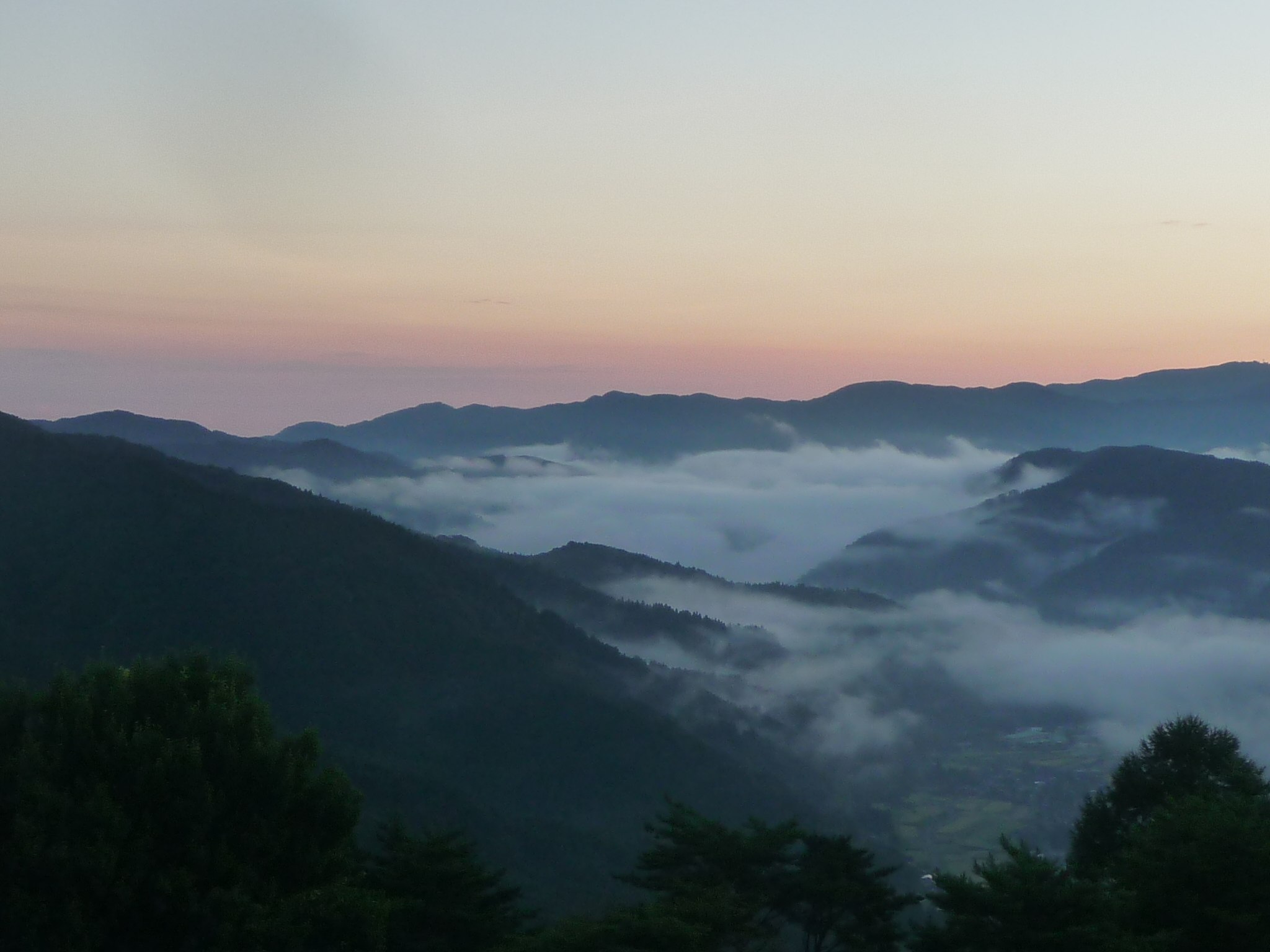
吉滝キャンプ場・コテージ村（香美町小代区貫田）からみる雲海

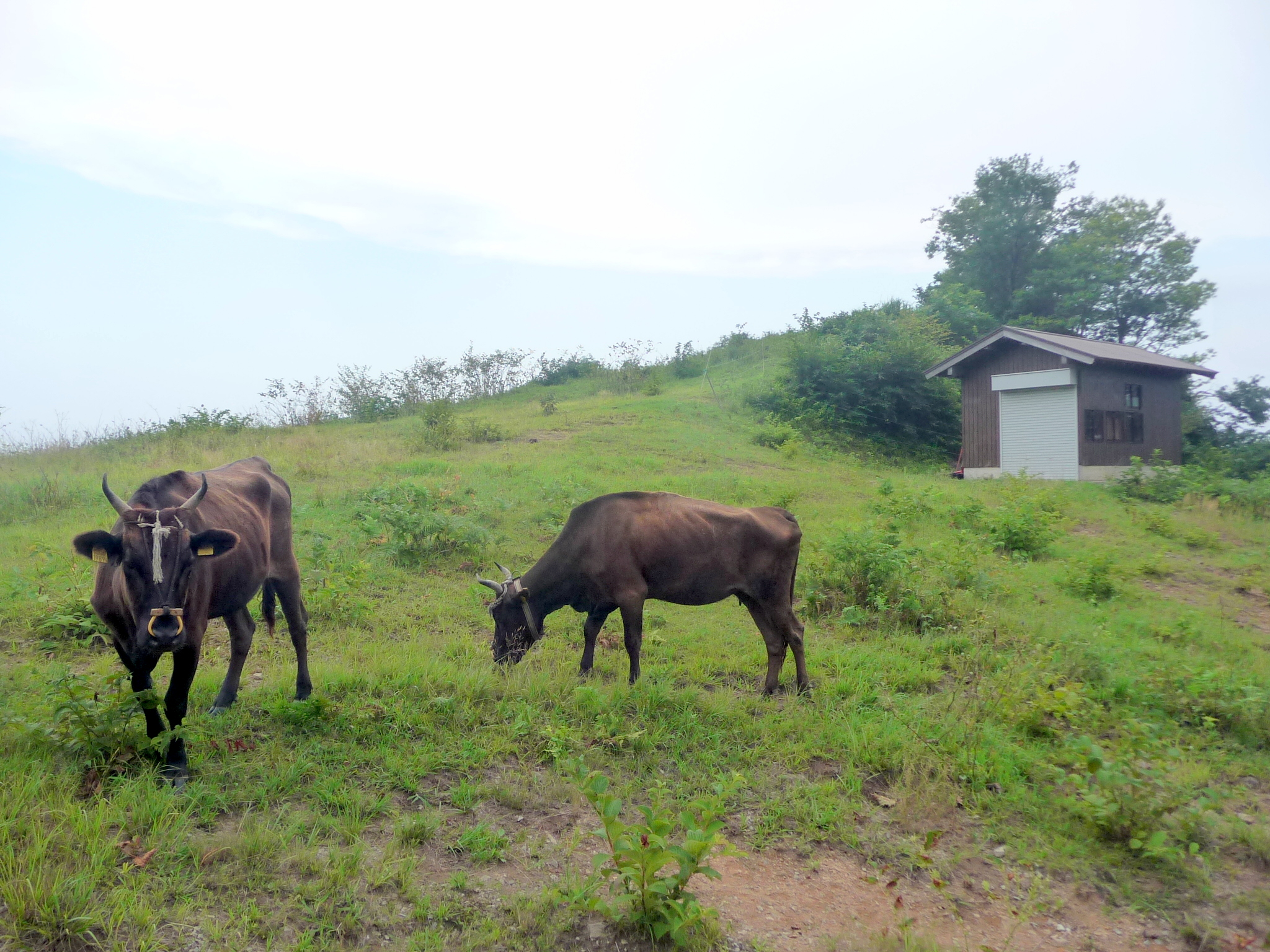
但馬牛の放牧風景

小代区（おじろく）は、兵庫県美方郡香美町に3つある地域自治区のひとつである。旧美方町と同域。
2005年4月1日に美方郡美方町・村岡町・城崎郡香住町が合併し香美町が成立した際、住民の要望により旧美方町域は旧来の地名「小代（おじろ）」を復活させ「小代区」という名称になった。
「日本で最も美しい村」連合に加盟している。同連合で認定された登録地域資源は、「『和牛のふるさと』としての小代」と、「みかた残酷マラソン全国大会」である。 

## 地理

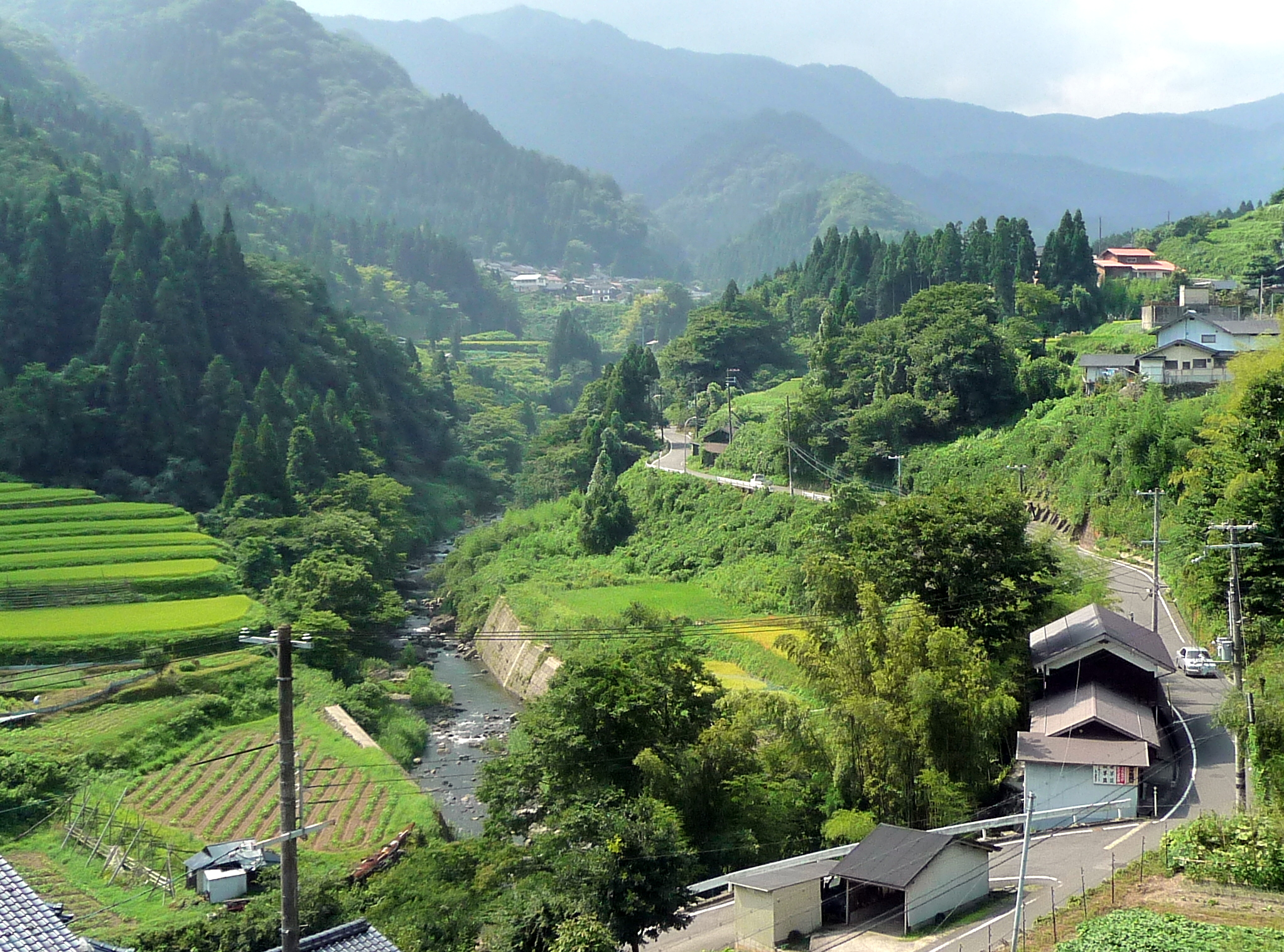
夏の小代谷

兵庫県の北部の但馬地方に位置し、周囲を山に囲まれた非常に自然豊かな地域。中央部を北流する矢田川の源流域をなす、ひとつの谷（小代谷）でひとつの旧町という珍しい地理的特徴をもつ。なお「小代」という地名は「小さい田んぼ」を意味し、棚田の発達した山村地域でもある。
また耕畜連携の循環型農業や小規模な和牛繁殖経営が存在し、かつ現在の但馬牛の基礎を形作った前田周助や田尻松蔵、黒毛和牛の99.9%を子孫とする名牛田尻号を輩出するなどしたことで、「和牛のふるさと」と言われる地域である。

## 歴史
- 1955年（昭和30年）4月1日 - 美方郡小代村と射添村とが合併して美方町が成立。「美方町」という町名は郡にちなんで命名された。
- 1961年（昭和36年）4月1日 - 旧射添村の地域が村岡町に編入。美方町は旧小代村の地域だけとなるが、町名は変更されず。
- 2005年（平成17年）4月1日 - 美方郡美方町・村岡町、城崎郡香住町の3町が合併して美方郡香美町が成立したのに伴い、同町の地域自治区のひとつとして誕生。住民の要望により、1955年までの村名である「小代」が自治区名に採用された。
- 2012年（平成24年）10月4日 - 「日本で最も美しい村」連合への加盟が認定された。

## 名所・旧跡・観光スポット・イベント
名所・旧跡・観光スポット

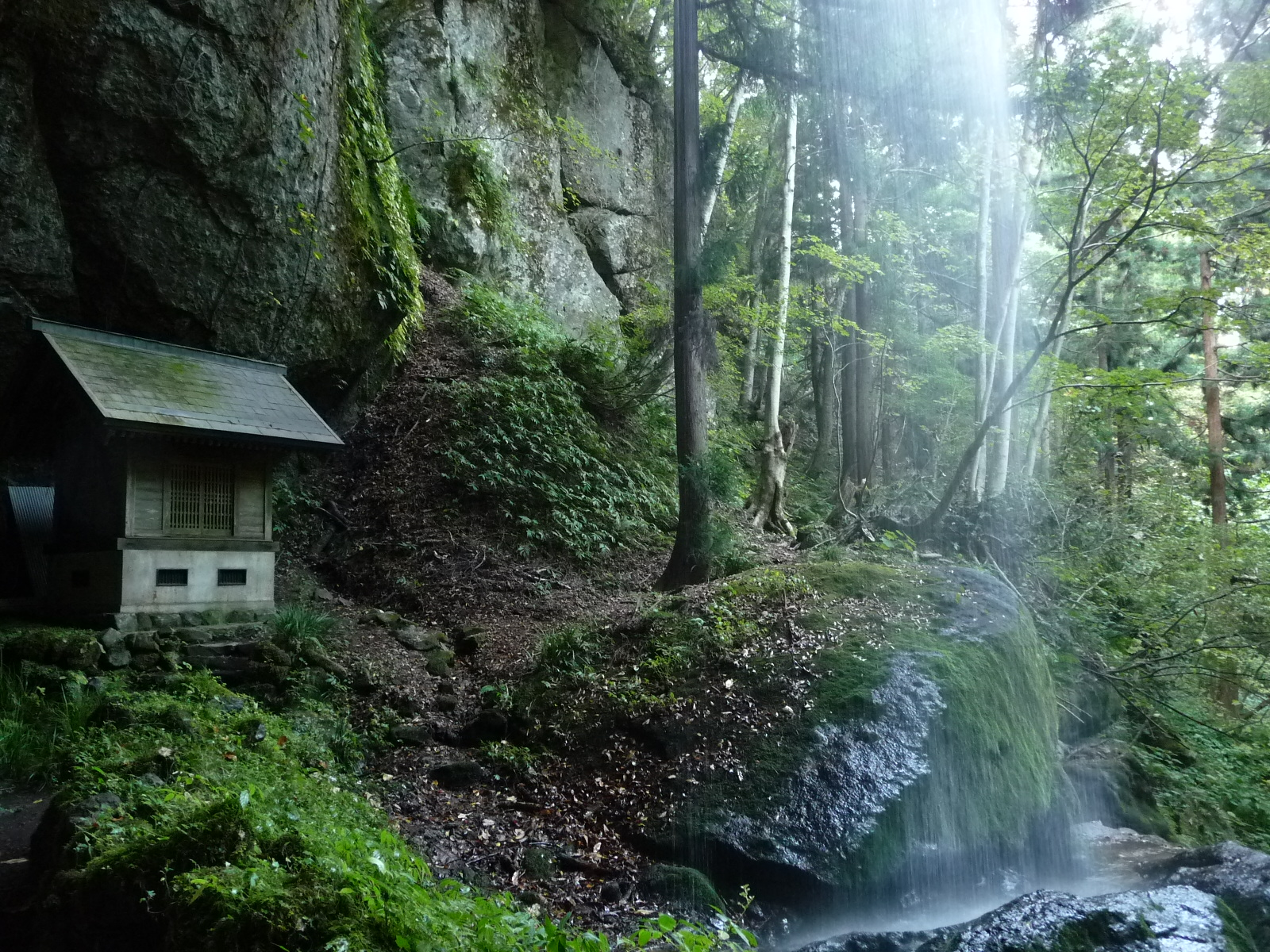
吉滝

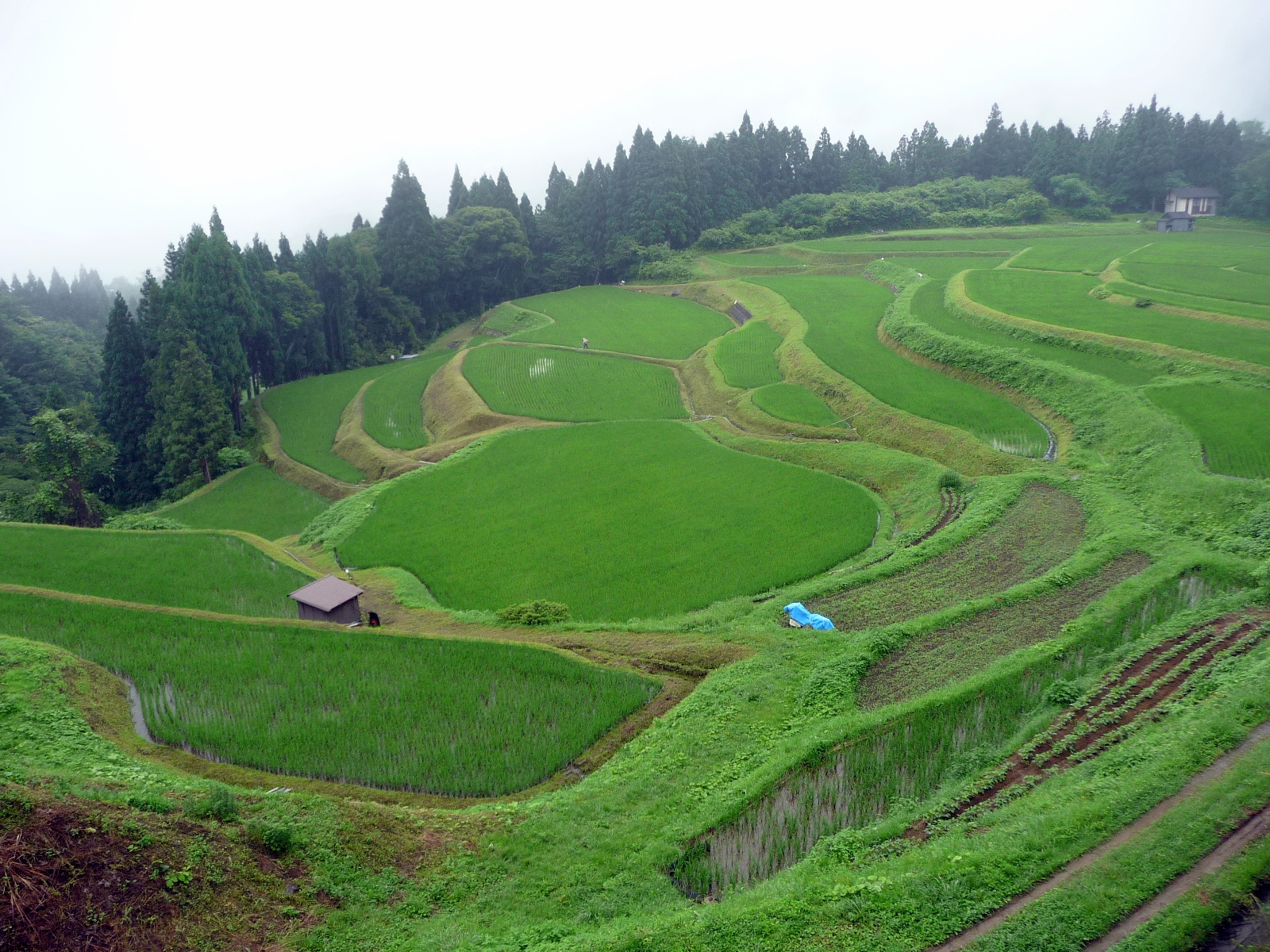
うへ山の棚田（夏）

- 吉滝：滝の裏側を通ることのできる、裏見の滝となっている。県指定名勝である。
- 久須部渓谷：要滝などの滝が多数ある。周辺は金山の跡。
- 小代渓谷
- 新屋八反滝
- うへ山の棚田（棚田百選）
- 但馬牛ミニ博物館
- 全国しゃくなげ公園：自生するシャクナゲとともに、全国から届いたものが約7000本植えられている。
- 小代古代体験の森
- 添水唐臼（そうずからうす）小屋

神社
- 小代神社　小代区秋岡995
- 多他神社　小代区忠宮136

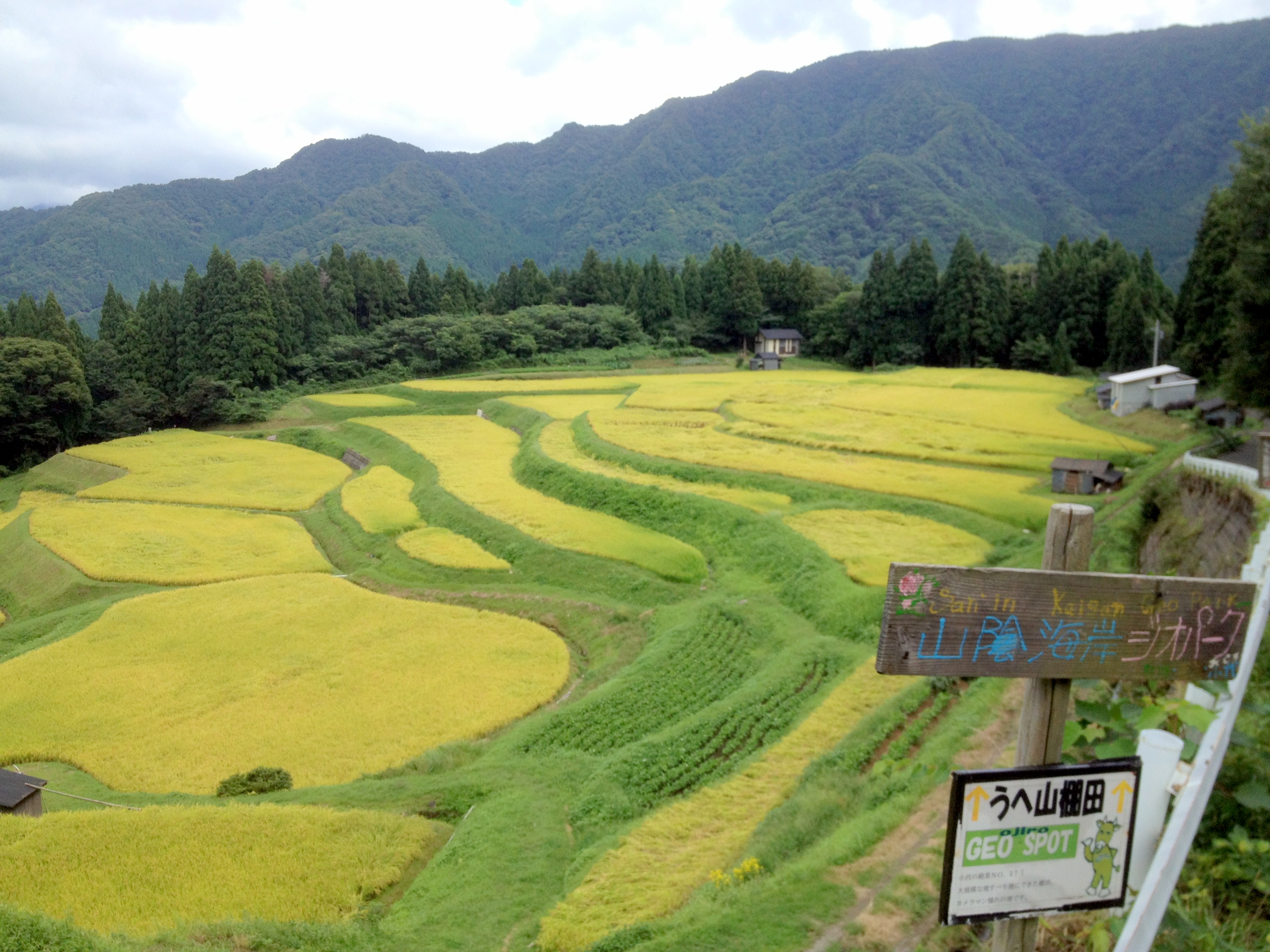
うへ山の棚田（秋）

- 八幡神社 (香美町)　小代区貫田303・小代区神場241
- 大山祇神社 (香美町)　小代区久須部204
- 荒御霊神社　小代区實山544
- 熱田神社 (香美町)　小代区新屋439
- 荒霊神社　小代区佐坊155・小代区廣井31・小代区石寺79・小代区水間25・小代区茅野239・小代区東垣165・小代区城山143
- 野間谷神社　小代区野間谷154
- 善瀧神社　小代区鍛冶屋60-3
- 白山神社 (香美町)　小代区神水38
- 稲田中神社　小代区水間84
- 熊野神社 (香美町)　小代区平野177

レジャー
- おじろスキー場
  - 香美町小代ひまわりパーク
- ミカタスノーパーク
  - 美方高原牧場
- ふれあい温泉おじろん（小代温泉）
- 吉滝キャンプ場・コテージ村

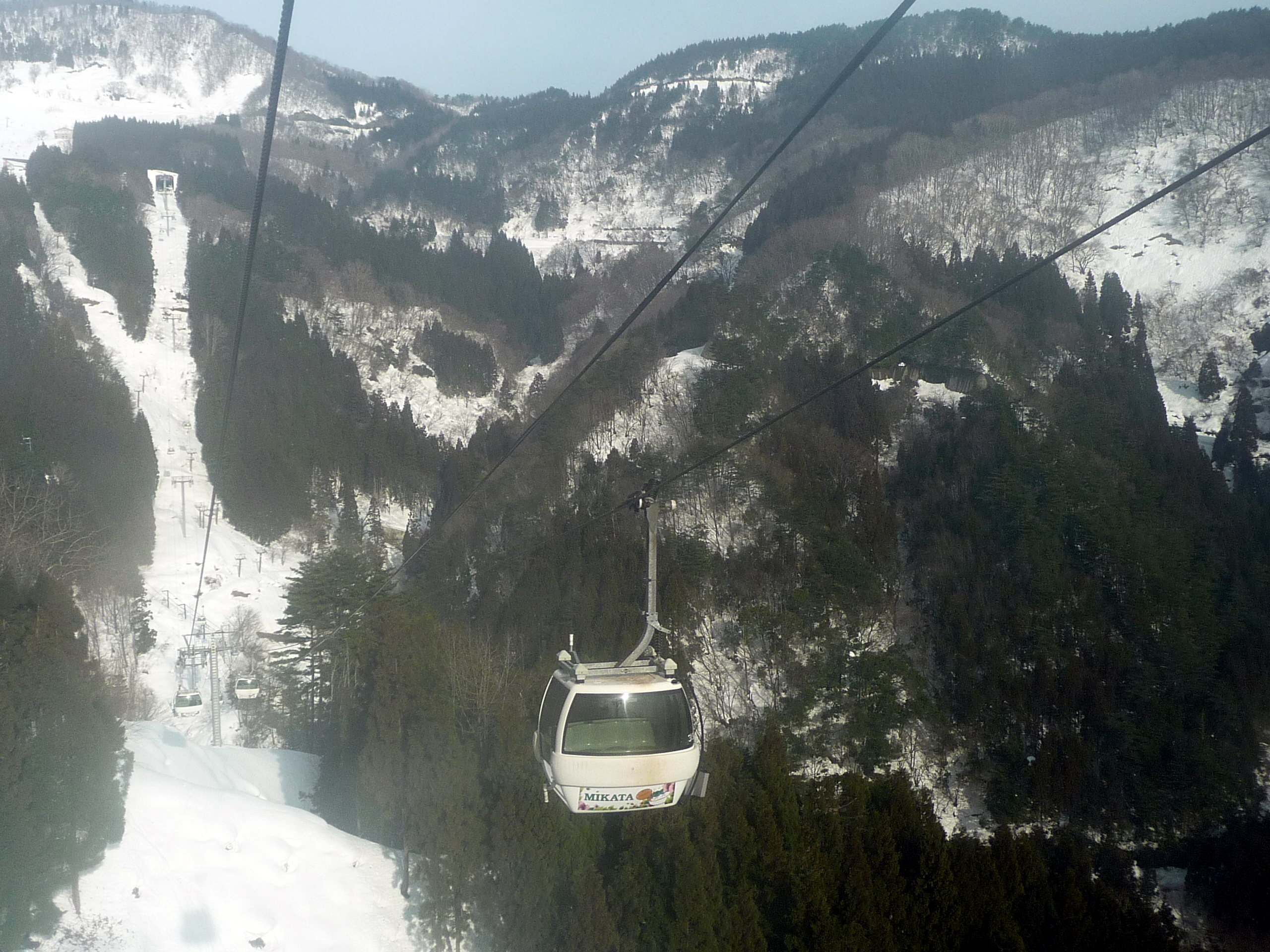
おじろスキー場のゴンドラリフト

- 奥但馬 美方高原コテージ村（南部高原コテージ村）
- オーベルジュ花郷里
- 尼崎市立美方高原自然の家「とちのき村」

イベント
- 2月：兵庫県雪合戦大会
- 2月：美方高原雪まつり
  - 全日本雪上綱引き
- 5月：全国しゃくなげ公園まつり
  - 全日本しゃく投げ競技大会
- 5月：秋岡稲荷祭り
- 5月：小代渓谷まつり
- 6月：みかた残酷マラソン全国大会
- 7月：ふるさと小代夏祭り
- 8月：各地区の盆祭り
- 9月：古代体験の森 萩祭り
- 10月：各地区の秋祭り
- 10月：美方感謝祭（尼崎市立美方高原自然の家「とちのき村」）
- 10月：新屋（にいや）の寿式三番叟および村芝居
- 11月：「日本で最も美しい村」香美町小代村まつり
  - 但馬牛ゆったりウォーク
  - 感謝祭
  - グランドゴルフ大会
  - フォトコンテスト展示・審査会

## 特産品
- 但馬牛 - 小代区が原産地
- スッポン料理 - 温泉水を活用して養殖し、小代区内の宿泊施設で提供している[2]
- フレッシュキャビア - チョウザメの卵を塩漬けにしたもの
- チョウザメの魚醤 - 「蝶のしずく」という商品名で販売されている[3]
- うへ山米・武勇田米・長寿米・添水唐臼小代米
- 美方大納言小豆 - 小代区が原産地[4]
- ワサビ - 在来種「美方わさび」などが栽培されている[5][6]
- 栃餅
- 美方そば
- なめこ
- 山菜
- ヤマメ
- アマゴ
- おじろ鹿
- おじろ猪
- マムスポニン

## 産業
香美町小代区は但馬牛のふるさとである。隣接する香美町村岡区および新温泉町とともに、但馬牛の閉鎖育種がおこなわれている。
立地企業
- 株式会社アイム
- 穴田工務店
- 株式会社大城土建
- 一般社団法人奥但馬開発観光
- 小林景楽園
- 田口工務店
- 有限会社谷川工務店
- デザイン事務所 紡-つむぎ-
- 有限会社ナカムラ工業
- 長川瓦店
- 社会福祉法人みかたこぶしの里
- 三井金属パーライト事業部美方採石所

## 主要施設

### 行政機関
- 香美町小代地域局（小代区大谷）

### 教育施設
- 香美町立小代認定こども園（小代区実山）
- 香美町立小代小学校（小代区実山）
- 香美町立小代中学校（小代区実山）

### 医療機関
- 小代診療所・小代診療所（歯科）（小代区城山）

### 福祉関係施設
- 小代高齢者生活支援センター「いこいの里」（小代区忠宮）
- 小代保健センター（小代区城山）
- 香美町社会福祉協議会小代支所（小代区忠宮）
- 特別養護老人ホームこぶし園（小代区神水）

### 警察
- 美方警察署小代駐在所（小代区忠宮）

### 文化・スポーツ施設
- 小代区地域連携センター（小代地区公民館）（小代区実山）
- 小代古代体験の森（小代区広井）
- 小代物産館（小代区神水）
  - 但馬牛ミニ博物館（小代区神水）
- 香美町小代健康公園（小代区忠宮）
- 農業者健康管理施設「おじろドーム」（小代区実山）
- 広井多目的山村広場（小代区広井）

### その他の施設
- 小代子育て・子育ち支援センター（小代区大谷）
- 香美町小代堆肥センター（小代区秋岡）

## 姉妹都市・提携都市

### 国内
- 兵庫県尼崎市…友好交流都市

## 交通

### バス
- 全但バス - JR西日本山陰本線八鹿駅（養父市）との間が秋岡線で結ばれている。
- 香美町町民バス

### 道路
一般国道
- 国道482号

主要地方道
- 兵庫県道87号関宮小代線
- 兵庫県道89号村岡小代線

一般県道
- 兵庫県道531号茅野福岡線

## 出身者
- 久保井一匡 - 元日本弁護士連合会会長
- 田尻松蔵 - 現在の黒毛和牛の大半の基となる但馬牛の田尻号を育てた。
- 前田周助 - 但馬牛の改良

## 香美町小代区が舞台/関連した作品
- 前田利家『周助が走る 但馬の牛の物語』文芸社、2012年2月1日。ISBN 978-4-286-11354-8
- マンガふるさとの偉人「但馬牛を築いた男 前田周助物語」 発行：兵庫県南香美町教育委員会、2024年3月 https://www.bgf.or.jp/bgmanga/322/

## 大字とその読み方、郵便番号
香美町小代区に属する大字の名称とその読み方、各大字の郵便番号は、下記の通り。
- 小代区秋岡	おじろくあきおか　667-1533
- 小代区石寺	おじろくいしでら　667-1512
- 小代区大谷	おじろくおおたに　667-1503
- 小代区鍛治屋	おじろくかじや	667-1542
- 小代区茅野	おじろくかやの	667-1531
- 小代区神水	おじろくかんずい　667-1511
- 小代区神場	おじろくかんば	667-1514
- 小代区久須部	おじろくくすべ	667-1501
- 小代区実山	おじろくさねやま　667-1522
- 小代区佐坊	おじろくさぼう	667-1541
- 小代区城山	おじろくじょうやま　667-1502
- 小代区忠宮	おじろくただのみや　667-1543
- 小代区新屋	おじろくにいや	667-1532
- 小代区貫田	おじろくぬきだ	667-1544
- 小代区野間谷	おじろくのまたに　667-1521
- 小代区東垣	おじろくひがしがき　667-1545
- 小代区平野	おじろくひらの	667-1523
- 小代区広井	おじろくひろい	667-1513
- 小代区水間	おじろくみずま	667-1515

## その他
- おじろ用心棒 - サルなどによる獣害から農地や作物を守る防護柵に用いられる通電式支柱である。名称は香美町小代区で考案されたことによる。全国に広まっており、区内でも多く用いられている。